# تأسیس یک حزب
تأسیس یک حزب (انگلیسی: The Founding of a Party) فیلمی است که در سال ۲۰۱۱ منتشر شد.

## بازیگران
- لیو یه
- لی چن
- لیائو فان
- ژو ژان
- میشل یه
- ژانگ هانیو
- جان وو
- چانگ چن
- اندی لاو
- چی یووو
- تونی لیانگ کا-فای
- هان شوئه